# Besluit (Algemene wet bestuursrecht)
Een besluit is in de Nederlandse wetgeving een schriftelijke beslissing van een bestuursorgaan, inhoudende een publiekrechtelijke rechtshandeling. Een kenmerk van een besluit is dat het eenzijdig door het bestuursorgaan worden vastgesteld.
De Algemene wet bestuursrecht (Awb), waarin de term een kernbegrip is, definieert "besluit" in haar artikel 1:3.  Deze wet geeft regels voor de voorbereiding, de motivering en de bekendmaking van besluiten, en voor bezwaar en beroep tegen besluiten. Om een ontvankelijk bezwaar in te dienen tegen een overheidsbeslissing, dient er sprake te zijn van een besluit in de zin van de Awb.
Onder dit begrip vallen beschikkingen en besluiten van algemene strekking.
- Een beschikking is een overheidsbeslissing in een concreet geval, bijvoorbeeld een beslissing op de aanvraag van een vergunning. Indien de beslissing het element van rechtshandeling mist, door bijvoorbeeld een afwijzing te zijn van een op een besluit van algemene strekking gerichte aanvraag, dan is het geen besluit in de zin van de Algemene wet bestuursrecht.
- Een besluit van algemene strekking is daarentegen een beslissing die niet is gericht op een individu of een concreet geval, maar gevolgen heeft voor een groep gevallen. Voorbeelden van besluiten van algemene strekking zijn een verordening of een bestemmingsplan.

Een besluit is een schriftelijke beslissing van een bestuursorgaan, die een publiekrechtelijke rechtshandeling inhoudt (art. 1:3 lid 1 Awb).
Mondelinge beslissingen en tekens zijn dus geen besluiten. (Wél kan een mondelinge beslissing (kort) daarna op schrift gesteld worden, zodat alsnog een besluit ontstaat.) Een stempel kan daarentegen wel weer een besluit zijn.
De woorden “publiekrechtelijke rechtshandeling” houden in, dat er sprake moet zijn van een beoogd publiekrechtelijk rechtsgevolg.
Hierbuiten vallen:
- beslissingen tot het verrichten van een niet op rechtsgevolg gerichte handeling.
- feitelijke uitvoeringshandelingen.
- bekendmaking en mededeling als zodanig (individueel en algemeen.)

Aan een besluit gaat in veel gevallen een aanvraag vooraf (art. 1:3 lid 3 Awb geeft de definitie): “een verzoek van een belanghebbende, een besluit te nemen.”

## Eisen
Een besluit is een schriftelijke beslissing van een bestuursorgaan, gericht op een publiekrechtelijk rechtsgevolg (art. 1:3 lid 1 Awb). Opdat een handeling als besluit kan worden gekwalificeerd, moet deze aan een aantal eisen voldoen. Deze eisen zijn van belang om rechtszekerheid te waarborgen en om vast te stellen of een beslissing kan worden aangevochten via bezwaar of beroep.
- Schriftelijk

Een besluit moet in schriftelijke vorm zijn vastgelegd om als formeel besluit te worden aangemerkt.
- Publiekrechtelijk van aard

Het besluit moet een basis hebben in het publiekrecht, wat betekent dat het betrekking heeft op de uitoefening van overheidstaken of bevoegdheden.
- Rechtshandeling

Het besluit moet gericht zijn op een rechtsgevolg, zoals het vaststellen van rechten, plichten of bevoegdheden.
- Bestuursorgaan

Het besluit moet worden genomen door een bestuursorgaan, zoals een gemeente, provincie, waterschap of ander overheidsorgaan dat onder de Awb valt.
- Beslissing

Het besluit moet een beslissing inhouden, dat wil zeggen een bewuste keuze of vaststelling door het bestuursorgaan.

## Beschikking
Een beschikking (art. 1:3 lid 2 Awb) is een besluit met individuele en concrete strekking begrensd tot de entiteit tot wie de beschikking is gericht. Daarbinnen onderscheiden we nog de persoonsgerichte beschikking, die tot één of meer personen is gericht of een groep personen die niet uitgebreid kan worden, en de zaaksgerichte beschikking die is gericht op de wijziging van de juridische status van een zaak.
Aan de beschikking gaat vaak een aanvraag vooraf en deze moet schriftelijk ingediend worden (art. 4:1 Awb). Dat kan ook met een aanvraagformulier (art. 4:4 Awb.). Als de verstrekte gegevens onvoldoende zijn, kan het bestuursorgaan beslissen de aanvraag niet in behandeling te nemen, althans nadat het bestuursorgaan de belanghebbende(n) in de gelegenheid heeft gesteld het verzuim te herstellen (art. 4:5 lid 1 Awb).
Daarna volgt het voorbereidend onderzoek. Dit vloeit voort uit het zorgvuldigheidsbeginsel (art. 3:2 Awb) en dit is een algemeen beginsel van behoorlijk bestuur (a.b.b.b.). De aanvrager en derden met een rechtstreeks belang moeten worden gehoord (art. 4:7 en 4:8 Awb), tenzij er sprake is van een spoedeisend belang (art. 4:11 Awb) of van financiële beschikkingen, waar tegen bezwaar of administratief beroep openstaat (art. 4:12 Awb).
Vervolgens beslist het bestuursorgaan binnen een redelijke termijn, en in ieder geval binnen acht weken na de aanvraag (art. 4:13 Awb).
Bij wettelijk voorschrift of besluit van het bevoegde bestuursorgaan kan worden bepaald dat de uniforme openbare voorbereidingsprocedure moet worden gevolgd vóór het nemen van het besluit (art. 3:10 lid 1 Awb). De voorbereiding van het besluit geschiedt dan in het openbaar en van de terinzagelegging van de aanvraag/het ontwerp (art. 3:11 lid 1 Awb), wordt kennis gegeven (art. 3:12 lid 1 Awb). Er wordt daarin aangegeven, wie inspraak mogen geven bij de voorbereiding tot het nemen van het besluit (art. 3:12 lid 3 sub b. Awb). Dit zijn in ieder geval belanghebbenden gedurende zes weken vanaf het moment van terinzagelegging (art. 3:16 lid 1 Awb). Binnen zes maanden na de aanvraag beslist het bestuursorgaan (art. 3:18 lid 1 Awb). En na de bekendmaking van het besluit, treedt het in werking (art. 3:40 Awb).
Soms wordt er door het bestuursorgaan bij de voorbereiding van een besluit het advies ingewonnen van een adviseur (art. 3:5 Awb) en het bestuursorgaan stelt de benodigde gegevens beschikbaar aan de adviseur (art. 3:7 Awb). De naam van de adviseur wordt vermeld in het betreffende besluit (art. 3:8 Awb).

## Besluit van algemene strekking
Als een besluit geen beschikking is, is het een besluit van algemene strekking. Hierbij kan eveneens bij wettelijk voorschrift of besluit van het bevoegde bestuursorgaan worden bepaald dat de uniforme openbare voorbereidingsprocedure moet worden gevolgd vóór het nemen van het besluit (art. 3:10 lid 1 Awb). De voorbereiding van het besluit geschiedt dus in het openbaar en van de terinzagelegging van de aanvraag/het ontwerp (art. 3:11 lid 1 Awb), wordt kennis gegeven (art. 3:12 lid 1 Awb). Er wordt daarin aangegeven, wie inspraak mogen geven bij de voorbereiding tot het nemen van het besluit (art. 3:12 lid 3 sub b. Awb). Dit zijn in ieder geval belanghebbenden gedurende zes weken vanaf het moment van terinzagelegging (art. 3:16 lid 1 Awb). Binnen zes maanden na de aanvraag beslist het bestuursorgaan (art. 3:18 lid 1 Awb). Na de bekendmaking van het besluit treedt het in werking (art. 3:40 Awb).

## Andere beslissingen
Er zijn echter ook beslissingen die geen besluiten zijn, maar daarmee voor wat betreft de bevoegdheid tot het instellen van bezwaar of beroep in de Awb wel worden gelijkgesteld.
Zo is een beschikking tot afwijzing van een verzoek tot het geven van een beschikking (aanvraag) (art. 1:3 lid 2 Awb) gelijkgesteld met een besluit.
Verder wordt alleen voor bezwaar en beroep (het bestuursprocesrecht) “de schriftelijke weigering een besluit te nemen” gelijkgesteld met een besluit, dus ook een besluit van algemene strekking (art. 6:2 aanhef en sub a. Awb).
Daarnaast kan men ook bezwaar en beroep instellen tegen de fictieve weigering (het niet tijdig nemen) van een besluit op grond van art. 6:2 sub b. Awb.
Verder gelden als besluiten nog de beslissing inzake vergoeding voor onverschuldigde betaling (art. 6:203 BW) en een schriftelijke beslissing die is genomen op basis van een vermeend onrechtmatig besluit.
Een bestuursorgaan kan ook regels vaststellen, door middel van zogenaamde algemeen verbindende voorschriften (a.v.v.) (wetgeving in materiële zin). De bevoegdheid hiertoe is altijd op een wet in formele zin gebaseerd, zoals de Grondwet of de Gemeentewet. Een voorbeeld is een gemeentelijke verordening (de wettelijke grondslag hiervoor is artikel 147 en/of 149 van de Gemeentewet).
Daarbuiten vallen de beleidsregels (art. 1:3 lid 4 Awb.): deze worden “bij besluit” (art. 1:3 lid 4 Awb) van het bestuursorgaan vastgesteld (art. 4:81 Awb). Ze hebben betrekking op de door het bestuursorgaan uit te oefenen taken. Bijvoorbeeld in het geval van het Commissariaat voor de Media ten aanzien van besluiten op grond van de Mediawet 2008.
Beleidsregels zijn geen algemeen verbindende voorschriften, omdat toepassing ervan niet verplicht is, tenzij sprake is van (volstrekt) gelijke gevallen. Een besluit tot vaststelling van beleidsregels houdt dus een of meer regels in omtrent het gebruik van een reeds bestaande bevoegdheid van het bestuursorgaan dat ertoe heeft besloten. Beleidsregels noemt men ook wel pseudo-wetgeving.

## Aanwijzingsbesluit
Een aanwijzingsbesluit is een (politiek) besluit van een overheidsorgaan, bijvoorbeeld een minister, gegeven aan een lager geplaatste persoon of instelling, bijvoorbeeld een gemeente, die deze aanwijzing moet opvolgen. De bevoegdheid tot het geven van aanwijzingsbesluiten wordt doorzettingsmacht genoemd.